# Wang Shangyuan
Wang Shangyuan (王上源S, Wáng ShàngyuánP; Zhengzhou, 2 giugno 1993) è un calciatore cinese, centrocampista dell'Henan S.L., di cui è capitano.

## Carriera

### Club
Ha iniziato a giocare a calcio nel 2012 con il Beijing Sangao, nella terza divisione cinese. In 21 presenze realizza dieci reti, ma il Beijing viene estromesso della fase a gironi poiché chiude all'ottavo posto nel raggruppamento settentrionale.
Nell'aprile del 2013 è stato invitato ai provini del Manchester City. Ha continuato a svolgere vari provini in Europa, alla fine ha firmato con il Club Bruges nel giugno del 2013. Il 13 luglio 2013 ha firmato un contratto triennale con i Blauw-Zwart a seguito delle ottime prestazioni al provino. Il 26 luglio successivo ha esordito con la squadra, nella vittoria per 2-0 contro il Charleroi, segnando una delle due reti della partita. Questo è stato il primo gol segnato in tutto il campionato nella stagione 2013-2014. Ha anche esordito nelle competizioni europee contro lo Śląsk Breslavia nel terzo turno preliminare dell'Europa League 2013-2014. Durante la stagione 2013-2014, è stato spesso schierato dal primo minuto; tuttavia, dopo l'arrivo di Michel Preud'homme, ha quasi sempre giocato con la seconda squadra.
Il 27 febbraio 2015, ha fatto ritorno in patria dopo essere rimasto svincolato, firmando con il Guangzhou E.. Ha esordito con la squadra il 22 marzo successivo nel pareggio per 1-1 contro il Changchun Yatai. Durante la stagione 2015, trova maggiormente spazio in squadra a seguito di una crisi di infortunati. Segna la sua prima rete con la squadra il 5 luglio successivo nella vittoria per 7-0 contro il Chongqing Lifan. Il 22 febbraio 2017, ha realizzato una doppietta nella vittoria in casa per 7-0 contro l'Eastern nella AFC Champions League 2017.
Il 30 giugno 2018, viene ceduto in prestito all'Henan Jianye fino al termine della stagione 2018. Fa il suo esordio con la squadra il 18 luglio successivo nella sconfitta per 2-1 contro il Beijing Guoan. Il 7 novembre successivo segna il suo primo gol con la squadra nella vittoria per 4-0 contro il Guizhou Hengfeng, che ha permesso all'Henan la salvezza dalla retrocessione. Nel febbraio del 2019 viene acquistato a titolo definitivo.

### Nazionale
Il 10 dicembre 2019 ha esordito in nazionale nella sconfitta per 1-2 contro il Giappone nell'EAFF E-1 Football Championship 2019.

## Statistiche

### Presenze e reti nei club
Statistiche aggiornate al 22 marzo 2023.
| Stagione            | Squadra             | Campionato          | Campionato | Campionato | Coppe nazionali | Coppe nazionali | Coppe nazionali | Coppe continentali | Coppe continentali | Coppe continentali | Altre coppe | Altre coppe | Altre coppe | Totale | Totale |
| Stagione            | Squadra             | Comp                | Pres       | Reti       | Comp            | Pres            | Reti            | Comp               | Pres               | Reti               | Comp        | Pres        | Reti        | Pres   | Reti   |
| ------------------- | ------------------- | ------------------- | ---------- | ---------- | --------------- | --------------- | --------------- | ------------------ | ------------------ | ------------------ | ----------- | ----------- | ----------- | ------ | ------ |
| 2012                | Beijing Sangao      | CL2                 | 21         | 10         |                 | -               | -               |                    | -                  | -                  |             | -           | -           | 21     | 10     |
| 2013-2014           | Club Bruges         | D1                  | 6+1        | 1          | CB              | 0               | 0               | UEL                | 2                  | 0                  |             | -           | -           | 9      | 1      |
| 2014-feb. 2015      | Club Bruges         | D1                  | 0          | 0          | CB              | 0               | 0               | UEL                | 0                  | 0                  |             | -           | -           | 0      | 0      |
| Totale Club Bruges  | Totale Club Bruges  | Totale Club Bruges  | 7          | 1          |                 | 0               | 0               |                    | 2                  | 0                  |             | -           | -           | 9      | 1      |
| 2015                | Guangzhou E.        | CSL                 | 19         | 1          | CC              | 0               | 0               | ACL                | 0                  | 0                  | SC+Cmc      | 0           | 0           | 19     | 1      |
| 2016                | Guangzhou E.        | CSL                 | 23         | 0          | CC              | 0               | 0               | ACL                | 3                  | 0                  | SC          | 0           | 0           | 26     | 0      |
| 2017                | Guangzhou E.        | CSL                 | 17         | 0          | CC              | 0               | 0               | ACL                | 5                  | 2                  | SC          | 1           | 0           | 23     | 2      |
| feb.-giu. 2018      | Guangzhou E.        | CSL                 | 1          | 0          | CC              | 2               | 0               | ACL                | 3                  | 0                  | SC          | 0           | 0           | 6      | 0      |
| Totale Guangzhou E. | Totale Guangzhou E. | Totale Guangzhou E. | 60         | 1          |                 | 2               | 0               |                    | 11                 | 2                  |             | 1           | 0           | 74     | 2      |
| giu.-nov. 2018      | Henan S.L.          | CSL                 | 17         | 1          | CC              | 0               | 0               |                    | -                  | -                  |             | -           | -           | 17     | 1      |
| 2019                | Henan S.L.          | CSL                 | 25         | 1          | CC              | 0               | 0               |                    | -                  | -                  |             | -           | -           | 25     | 1      |
| 2020                | Henan S.L.          | CSL                 | 8+5        | 0+2        | CC              | 0               | 0               |                    | -                  | -                  |             | -           | -           | 13     | 2      |
| 2021                | Henan S.L.          | CSL                 | 16         | 1          | CC              | 0               | 0               |                    | -                  | -                  |             | -           | -           | 16     | 1      |
| 2022                | Henan S.L.          | CSL                 | 32         | 3          | CC              | 0               | 0               |                    | -                  | -                  |             | -           | -           | 32     | 3      |
| Totale Henan S.L.   | Totale Henan S.L.   | Totale Henan S.L.   | 103        | 8          |                 | 0               | 0               |                    | -                  | -                  |             | -           | -           | 103    | 8      |
| Totale carriera     | Totale carriera     | Totale carriera     | 191        | 20         |                 | 2               | 0               |                    | 13                 | 2                  |             | 1           | 0           | 207    | 22     |

### Cronologia presenze e reti in nazionale
| Cronologia completa delle presenze e delle reti in nazionale ― Cina | Cronologia completa delle presenze e delle reti in nazionale ― Cina | Cronologia completa delle presenze e delle reti in nazionale ― Cina | Cronologia completa delle presenze e delle reti in nazionale ― Cina | Cronologia completa delle presenze e delle reti in nazionale ― Cina | Cronologia completa delle presenze e delle reti in nazionale ― Cina | Cronologia completa delle presenze e delle reti in nazionale ― Cina | Cronologia completa delle presenze e delle reti in nazionale ― Cina |
| Data                                                                | Città                                                               | In casa                                                             | Risultato                                                           | Ospiti                                                              | Competizione                                                        | Reti                                                                | Note                                                                |
| ------------------------------------------------------------------- | ------------------------------------------------------------------- | ------------------------------------------------------------------- | ------------------------------------------------------------------- | ------------------------------------------------------------------- | ------------------------------------------------------------------- | ------------------------------------------------------------------- | ------------------------------------------------------------------- |
| 10-12-2019                                                          | Pusan                                                               | Cina                                                                | 1 – 2                                                               | Giappone                                                            | EAFF E-1 Football Championship 2019 - 1º turno                      | -                                                                   | 67’                                                                 |
| 15-12-2019                                                          | Pusan                                                               | Corea del Sud                                                       | 1 – 0                                                               | Cina                                                                | EAFF E-1 Football Championship 2019 - 1º turno                      | -                                                                   |                                                                     |
| 23-3-2023                                                           | Auckland                                                            | Nuova Zelanda                                                       | 0 – 0                                                               | Cina                                                                | Amichevole                                                          | -                                                                   | 78’                                                                 |
| Totale                                                              |                                                                     | Presenze                                                            | 3                                                                   |                                                                     | Reti                                                                | 0                                                                   |                                                                     |

## Palmarès

### Club

#### Competizioni nazionali
- Campionato cinese: 3

Guangzhou E.: 2015, 2016, 2017
- Coppa di Cina: 1

Guangzhou E.: 2016
- Supercoppa di Cina: 3

Guangzhou E.: 2016, 2017, 2018

#### Competizioni internazionali
- AFC Champions League: 1

Guangzhou E.: 2015